# NOAEL
El NOAEL es un índice de toxicidad que se determina en el proceso de "evaluación toxicológica", y a partir de él se deriva el resto de parámetros de toxicidad.
Para sustancias que carecen de propiedades carcinogénicas y, por lo tanto, tienen un umbral, la evaluación de la relación dosis-respuesta consiste en describir las respuestas observadas, con objeto de establecer, a través de estudios experimentales, un nivel o concentración de una sustancia en el cual no se observan efectos de ningún tipo. 
Los NOAEL que se identifican de esta manera conllevan cierta incertidumbre; por ello, las instituciones que establecen normas y las de salud pública, protegen a las poblaciones de exposición a sustancias que muestran efectos de umbral, dividiendo a los NOAEL obtenidos experimentalmente entre lo que se conoce como "factores de seguridad".

## Definiciones

### Nivel sin efecto adverso observable (NOAEL)
La máxima concentración o nivel de una sustancia, hallada experimentalmente o por observación, que no causa alteraciones adversas detectables en la morfología, capacidad funcional, crecimiento, desarrollo o duración de la vida de los organismos diana, distinguibles de los observados en organismos normales (control) de la misma especie y cepa, bajo condiciones definidas de exposición. Se expresa en mg/kg/día.

### Nivel sin efecto (NEL)
Hasta hace poco se hablaba de dosis sin efecto pero la experiencia ha enseñado que es preciso ser prudentes y sólo admitir que hay dosis o niveles sin efecto observable (NOEL), ya que muchas veces las consecuencias de una o repetidas exposiciones no se manifiestan exteriormente o sólo lo hacen después de cierto tiempo.

### Nivel sin efecto observable (NOEL)
La mayor concentración o cantidad de una sustancia, hallada experimentalmente o por observación, que no causa alteraciones en la morfología, capacidad funcional, crecimiento, desarrollo o duración de la vida de los organismos diana, distinguibles de los observados en organismos normales (control) de la misma especie y cepa, bajo condiciones idénticas a las de exposición.

## Metodología
Se calcula de forma experimental en ensayos realizados con animales, se miden las respuestas tras ensayar varias dosis y se ajustan los datos obtenidos a una curva dosis-respuesta. 
El NOAEL es la dosis más alta que no produce efecto tóxico en la especie animal más sensible. Para establecer un NOAEL se necesitan múltiples dosis, una población amplia e información complementaria para garantizar que la ausencia de respuesta no es un mero fenómeno estadístico.
Es importante recordar que los umbrales NOAEL son valores que se determinan por medio de experimentos toxicológicos en animales y que, por lo tanto, dependen del diseño del estudio y de la selección del número y la concentración de las dosis administradas. De aquí se deriva la importancia de que la evidencia toxicológica se base en experimentos adecuados y científicamente rigurosos.
Las dosis umbral NOAEL se obtiene de los estudios científicos disponibles que han sido clasificados como adecuados por un panel de expertos. Si existen varios estudios que presentan NOAEL diferentes para un mismo efecto causado por una misma sustancia tóxica, se selecciona normalmente el valor de NOAEL más bajo. Cuando no se puede establecer un NOAEL, entonces se utiliza el LOAEL (nivel mínimo con efecto adverso observable) más bajo.

## Aplicaciones
Los estudios dosis-respuesta para compuestos tóxicos que no son cancerígenos buscan establecer puntos finales de toxicidad, como son el daño al hígado, a los riñones y a los sistemas respiratorio, cardiovascular, nervioso, reproductivo o inmune.
Para estos compuestos, la evidencia empírica indica que ocurren efectos biológicos sólo después de que se alcanza cierto grado de exposición. Así, la meta de la evaluación del riesgo para este tipo de compuestos es determinar cuál es el grado seguro de exposición para una población (caracterización del riesgo). Este umbral o grado de seguridad debe incluir a los individuos más sensibles de la población para asegurar que toda la población esté adecuadamente protegida aun cuando los niveles de exposición alcancen el umbral. Con frecuencia, este grado de seguridad que resulta de los estudios dosis-respuesta se ajusta con factores de seguridad para tomar en cuenta la incertidumbre en la evidencia toxicológica o epidemiológica.
Las medidas cuantitativas de la toxicidad de una sustancia que se utilizan en la evaluación de riesgos a través de la ruta de exposición de ingestión son la dosis de referencia oral (RfDo), para las sustancias tóxicas no cancerígenas, y el factor de pendiente oral (SFo), para las sustancias cancerígenas.
En el ámbito de las sustancias no carcinógenas se introdujeron factores de seguridad para compensar las incertidumbres que presentaban los datos toxicológicos (NOAEL) y su aplicabilidad a poblaciones humanas grandes y heterogéneas.
Un factor de seguridad es un número convencional, arbitrario, por el que se divide el NOAEL o LOAEL obtenidos en experimentos con animales para establecer una dosis permisible provisional en los seres humanos.
{\displaystyle RfD\ {\acute {o}}\ RfC={\frac {NOAEL\ (LOAEL)}{\text{Factores de seguridad}}}}
Dicho factor de seguridad, se determina a partir del producto de factores de incertidumbre (FI) y factor modificador (FM). Por tanto:
Factores de Seguridad = FI x FM
El factor de incertidumbre (FI) se determina de la siguiente manera:
FI =F1 x  F2 x F3 x F4
- F1: Factor de incertidumbre de 10 cuando el NOAEL se obtiene de experimentos con animales. Este factor tiene como objetivo tener en cuenta las diferencias interespecies entre el hombre, para determinar sus niveles protectores y los animales de estudio.

- F2: Factor de incertidumbre de 10 para tener en cuenta la variabilidad en la población general. Cuyo objetivo es el de proteger a las poblaciones más sensibles, especialmente niños y ancianos.

- F3: Factor de incertidumbre de 10, cuando NOAEL se obtiene de un estudio subcrónico y se desea estimar la dosis de referencia (DdR).
- F4: Factor de incertidumbre de 10, cuando se usa el LOAEL en lugar de NOAEL. Este factor considera la incertidumbre asociada con la extrapolación de LOAEL a NOAEL.

El factor modificador (FM) , cuyo valor normal es de 1. Pero comprende valores entre 0 a 10 para reflejar una evaluación cualitativa profesional de las incertidumbres adicionales en el estudio crítico y en la base de datos que no se hayan mencionado entre los FI de precedentes.
Se calculan diferentes dosis de referencia (DdR), dependiendo de la vía y periodo de exposición y efecto agudo.
El NOAEL comenzó a utilizarse en Europa mientras que en EE. UU. utilizaban modelos matemáticos para determinar niveles seguros de exposición. Hasta que en 1996, la EPA de EE. UU. sugirió que para los no carcinógenos ya no era necesario confiar exclusivamente en los modelos matemáticos y que la extrapolación del NOAEL aplicando los factores de seguridad era considerado aceptable.

## Ejemplos

### Ejemplo 1. Determinación de la dosis de referencia del arsénico
En un ensayo realizado sobre ratas Wistar se determinó un NOAEL de arsénico de 0,0285 mg/kg/día. Se establecieron un factor de seguridad de 10 para la protección de la población sensible y un factor de 10 para la extrapolación de animal a humano.
{\displaystyle RfC={\frac {NOAEL}{\text{Factores de seguridad}}}={\frac {\frac {0,0285{\frac {mg}{kg}}}{\text{día}}}{100}}=2,85\times 10^{-4}{\frac {\frac {mg}{kg}}{\text{día}}}}

### Ejemplo 2. Resultados de un estudio de 90 días en rata (ejemplo de cálculo de NOAEL/LOAEL)
En este estudio de 90 días sobre el efecto de un tóxico en ratas, se han encontrado los resultados que se indican en la tabla, y se asume que el diseño y ejecución del estudio experimental han sido correctos.
De los datos mostrados en la tabla se deduce que el NOAEL para este estudio es de 5 mg/kg/día, ya que esta es la mayor dosis usada en el ensayo en la que no aparecen efectos estadísticamente diferentes respecto de los controles. El LOAEL para este estudio sería 25 mg/kg/día, al ser la menor dosis que produce un efecto adverso con diferencias estadísticamente significativas respecto a los controles. En este ejemplo podemos ver cómo esta metodología puede dar lugar a errores en la estimación del NOAEL debido al espaciamiento de las dosis. En efecto, con los resultados expuestos el NOAEL es e 5 mg/kg/día y la siguiente dosis empleada en el estudio es de 25 mg/kg/día. Como no disponemos de los datos para dosis intermedias (10, 15 y 20 mg/kg/día) es posible que el verdadero NOAEL fuese mayor de 5 mg/kg/día. El mismo error, podría argumentarse respecto al LOAEL.
| GRUPO     | Dosis (mg/kg/día) durante el período de estudio | Resultados                                                                                |
| --------- | ----------------------------------------------- | ----------------------------------------------------------------------------------------- |
| Control   | 0                                               | No se observan efectos adversos.                                                          |
| Tratado 1 | 1                                               | No hay diferencias estadísticamente significativas entre el grupo (1) y el grupo control. |
| Tratado 2 | 5                                               | No hay diferencias significativas entre el grupo (2) y el grupo control.                  |
| Tratado 3 | 25                                              | Se observan efectos adversos con diferencias significativas respecto al grupo control.    |

### Ejemplo 3. Resultados de un estudio de 90 días en rata (ejemplo de cálculo de LOAEL)
Otra situación que se puede plantear se muestra con los datos de la tabla. En esta todas las dosis empleadas en el estudio originan efectos adversos que presentan diferencias estadísticamente significativas respecto al grupo control. En consecuencia en este supuesto no se puede establecer un NOAEL, y el LOAEL sería 1 mg/kg/día (la dosis más baja que produce efectos adversos observables).
| GRUPO     | Dosis (mg/kg/día) durante el período de estudio | Resultados                                                                             |
| --------- | ----------------------------------------------- | -------------------------------------------------------------------------------------- |
| Control   | 0                                               | No se observan efectos adversos.                                                       |
| Tratado 1 | 1                                               | Se observan efectos adversos con diferencias significativas respecto al grupo control. |
| Tratado 2 | 5                                               | Se observan efectos adversos con diferencias significativas respecto al grupo control. |
| Tratado 3 | 25                                              | Se observan efectos adversos con diferencias significativas respecto al grupo control. |